# Le Troisième Mensonge
Le Troisième Mensonge est un roman d'Agota Kristof publié le 30 août 1991 aux éditions du Seuil et ayant obtenu le Prix du Livre Inter l'année suivante. Il s'agit du troisième volet de la « Trilogie des jumeaux ». Le premier volet est le roman Le Grand Cahier, et le deuxième volet est La Preuve. 
Olivier Barrot, dans son émission Un livre, un jour, compare en 1991 l'histoire à « une tragédie comme dans l'Antiquité » et analyse ce roman à « l'écriture blanche », « incroyablement dépouillée » comme une « allégorie de l'oppression ». Un des deux personnages, Lucas, fuit la Hongrie en 1956, comme Agota Kristof l'avait fait elle-même quand les chars soviétiques avaient envahi Budapest. 

## Résumé
Le roman possède deux narrateurs, un par partie : Lucas dans la première, Klaus – son frère jumeau – dans la deuxième. L’histoire se déroule dans un État policier jamais nommé. Le moment le plus ancien se déroule au début de la guerre - sans aucun doute la deuxième Guerre mondiale, même si ce n'est pas précisé. Les jumeaux ont alors quatre ans.
Dans la première partie, les rêves morbides de Lucas, hantés par un frère jumeau dont il ne sait s’il existe ou s’il l’a seulement rêvé pour survivre à la solitude, alternent avec ce qu’il raconte de sa vie présente et passée, sans que le lecteur ne sache s’il ment ou non puisque Lucas explique dès le début noter dans des cahiers ses mensonges. « J’essaie de raconter mon histoire, mais […] je ne le peux pas, je n’en ai pas le courage, elle me fait trop mal. Alors, j’embellis tout et je décris les choses non comme elles se sont passées, mais comme j’aurais voulu qu’elles se soient passées. »
Son enfance est une tragédie : à quatre ans, au début de la guerre, il était seul, sans visite à l’hôpital, incapable de marcher. Puis il a été dans un centre de rééducation et après la guerre confiée à une vieille femme inconnue de lui et pauvre.
Sa fuite à 15 ans de son pays est le seul passage du roman à être écrit à la troisième personne. Le lecteur y apprend qu’en arrivant à l’étranger, Lucas déclare trois mensonges : « L’homme avec qui il a traversé la frontière n’était pas son père. L’enfant n’avait pas dix-huit ans, mais quinze. Il ne s’appelle pas Claus ».
La fin du récit de Lucas le montre à la recherche de son frère jumeau. Ce serait un poète célèbre dont le pseudonyme est Klaus Lucas. La première partie se termine par ce paragraphe : « À huit heures, je m’assieds sur le lit et je compose le numéro de téléphone de mon frère ».
La deuxième partie commence par « Il est huit heures, le téléphone sonne. » Klaus raconte la rencontre avec son frère jumeau Lucas qu’il n’a pas vu depuis leur quatre ans. Il nie être son frère mais accepte son « dernier manuscrit […] inachevé ». Klaus fait ce que lui a demandé Lucas : « Tu le finiras. Il faut que tu le finisses ». Le lecteur apprend alors ce que n’a jamais su Lucas : pourquoi il était seul dans un hôpital, longtemps incapable marcher et pourquoi personne n’est jamais venu le chercher. Leur mère par jalousie a tué leur père et une balle perdue l’a blessé alors qu’il n’avait que quatre ans. Klaus a été élevé par la maitresse de son père et n’a retrouvé sa mère que quand il avait onze ans. Mais elle lui a toujours reproché de ne pas être Lucas, le fils disparu par sa faute à elle. Klaus a beau tout sacrifier pour sa mère, ce n'est jamais assez. Il ne peut qu'attendre sans espoir le retour de son jumeau Lucas. « Je me couche et avant de m’endormir je parle dans ma tête à Lucas, comme je le fais depuis de nombreuses années. Ce que je lui dis, c’est à peu près la même chose que d’habitude. Je lui dis que, s’il est mort, il a de la chance et que j’aimerais bien être à sa place. Je lui dis qu’il a eu la meilleure part, c’est moi qui dois porter la charge la plus lourde. Je lui dis que la vie est d’une inutilité totale, elle est non-sens, aberration, souffrance infinie, l’invention d’un Non-Dieu dont la méchanceté dépasse l’entendement. »

## Éditions
Édition imprimée originale
- Le Troisième Mensonge, éditions du Seuil, 1991  (ISBN 2-02-013503-5)

Livres audio
- Agota Kristof, Le Troisième Mensonge, Paris, éd. Livraphone, 19 février 2003 (ISBN 978-2-87809-294-3, BNF 40071800)Texte intégral ; narrateur : Éric Herson-Macarel ; support : 3 disques compacts audio ; durée : 3 h 33 min environ ; référence éditeur : Livraphone LIV 360C.
- Agota Kristof, Le Troisième Mensonge, Paris, éd. Livraphone, 4 novembre 2004 (EAN 335-89-500-0042-5, BNF 40103856)Texte intégral ; narrateur : Éric Herson-Macarel ; support : 1 disque compact audio MP3 ; durée : 3 h 33 min environ ; référence éditeur : Livraphone LIV 360M.